# Formentin
Formentin ist eine französische Gemeinde mit 268 Einwohnern (Stand 1. Januar 2022) im Département Calvados in der Region Normandie; sie gehört zum Arrondissement Lisieux und zum Kanton Mézidon Vallée d’Auge.

## Bevölkerungsentwicklung

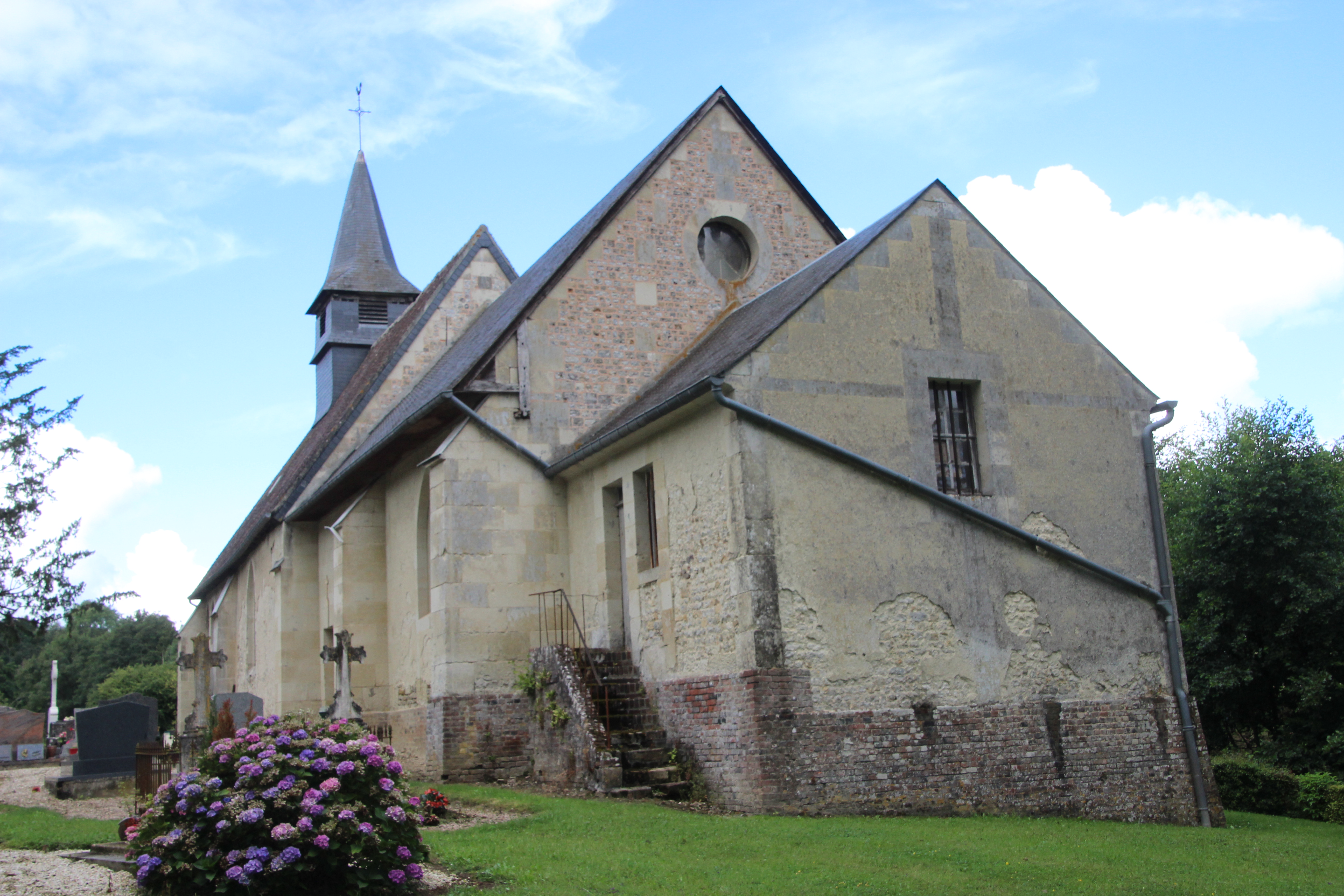
Kirche Saint-Eugène

- 1962: 194
- 1968: 151
- 1975: 133
- 1982: 151
- 1990: 191
- 1999: 206
- 2007: 224
- 2016: 247